# Picrate d'ammonium
Ne doit pas être confondu avec Dunite.
Le picrate d'ammonium, aussi appelé explosif D ou dunnite, est un explosif découvert par le major Dunn en 1906. Il s'agit d'un sel formé par la réaction entre l'acide picrique et l'ammoniaque. Cet explosif a été énormément utilisé par la marine des États-Unis pendant la Première Guerre mondiale.
Quoique la dunnite soit considérée comme une substance peu sensible, l'armée américaine a abandonné à partir de 1911 son usage au profit d'autres alternatives. La Navy l'utilisa cependant dans des munitions antiblindages et pour la défense côtière.
La dunnite ne détone habituellement pas en percutant un blindage. À la place, l'obus la contenant pénètre le blindage, après quoi, la charge peut être déclenchée par un détonateur.